# Катастрофа голубого неба
Катастрофа голубого неба — особый тип бифуркации коразмерности 1 в теории динамических систем, при котором длина гиперболической периодической траектории при стремлении значения параметра к критическому неограниченно нарастает, и тем самым семейство таких траекторий не продолжается на предельное значение параметра. Название бифуркации появилось из словесного описания поведения траектории при бифуркации — всё удлиняясь, она в итоге «растворяется в голубом небе».

## История
Пример динамической системы, зависящей от параметра, в которой при стремлении параметра к критическому длина некоторой периодической траектории стремится к бесконечности, был описан в 1967 году Фуллером. Однако, такой пример был описан в другом контексте, пройдя вне внимания специалистов, и в 1974 году Палис и Пью поставили вопрос о существовании и типичности таких бифуркаций.
В работе 1980 года В. С. Медведев разбирает пример конкретной динамической системы, в которой происходит бифуркация голубого неба, отмечая, что как до, так и после бифуркации система оказывается грубой (т. е. структурно устойчивой). Наконец, в 1995 году, Д. Тураев и Л. Шильников предъявляют пример типичного однопараметрического семейства векторных полей в размерности 3, в котором происходит такая бифуркация. Такой пример показывает, что эта бифуркация имеет коразмерность 1, — иными словами, что она происходит при пересечении некоторой гиперповерхности в пространстве всех динамических систем.